# 木子清敬
木子 清敬（きご きよよし、弘化元年（1844年）12月24日（新暦1845年1月31日）- 1907年（明治40年）6月25日）は、日本の建築家。正五位勲四等。
明治宮殿をはじめ、皇室関係の造営工事で活躍した。帝国大学工科大学講師として、大学において初めて日本建築の講義を行ったことでも知られる。

## 経歴
弘化元年（1844年）、山城国上京中立売通宝町（現在の京都市上京区）に生まれる。幼名は勝治郎。木子家は代々、宮中の修理職棟梁の家柄であった。明治維新前から宮中に奉仕し、東京奠都を機に上京し、1873年（明治6年）宮内省に入る。
1881年（明治14年）に皇居造営掛。同年の明治宮殿御造営の際、御造営掛として設計施工に関与した。
1887年（明治20年）に宮内省一等匠手、1890年（明治23年）に内匠寮技師、土木課長となり、その他日光田母沢、熱海・沼津・葉山・箱視官ノ下・静岡・鎌倉の各御用邸を担当、青山御所、皇居造営などの建設にも携わった。また、技術顧問として、日光東照宮や東大寺大仏殿の修復工事に関わった。
辰野金吾の要請を受け、1889年（明治22年）から1901年（明治34年）まで、帝国大学工科大学造家学科（現・東京大学工学部建築学科）で初めて日本建築の授業を受けもった。それまでもっぱら洋風建築が講じられてきた工科大学において「日本建築」を講じたことで、伊東忠太や関野貞といった日本建築史学の草分けとなる人材を育てたと言える。伊東忠太とは後に平安神宮（明治28年）を共同で手がけている。
1905年（明治38年）3月中、脳溢血に罹り、侍医局長長岡玄卿の治療にて一時快癒したが、胃潰瘍に罹る。1906年（明治39年）に依願免官となる。1907年（明治40年）2月に勲四等に叙せられ、旭日小綬章を受けた。同年6月に逝去。享年64。墓所は青山霊園(1イ11-1)。正五位に叙せられた。

## 家族
子息に、建築家の木子幸三郎、木子七郎がいる。娘婿に滋賀重列。

## 木子文庫
木子家に伝えられた江戸時代中期以降の建築資料を始め、木子清敬が関わった明治宮殿、平安神宮の図面などは、後に関係者によって東京都立中央図書館に寄贈された。木子幸三郎関係も含む、建築図面、写真など約29,000点の資料が木子文庫として公開されている。